# Basket Poděbrady
Basket Poděbrady (dřívějším názvem: Karma Basket Poděbrady) je český basketbalový klub, který sídlí v Poděbradech ve Středočeském kraji. Mužský oddíl hraje v sezóně 2018/19 ve třetí celostátní soutěži. Ženský oddíl v téže sezóně hraje na totožné úrovni. Klubové barvy jsou modrá a bílá.
Basketbal v Poděbradech má dlouho tradici, hraje se zde již od roku 1947. Ve městě působily dva týmy a to Jiskra a Slavia VŠ Poděbrady. Ženské družstvo Slavie působilo v letech 1970–72 v nejvyšší republikové soutěži. V roce 1973 došlo ke sloučení obou klubů pod jednu organizací s názvem TJ Sklo Bohemia. Současný poděbradský klub byl založen v roce 2008 po přestěhování týmu BK Sadská do Poděbrad. V roce 2010 došlo k převodu licencí s basketbalisty Svitav, kvůli čemuž muselo A-mužstvo mužů podstoupit tomuto klubu nejvyšší mužskou soutěž.
Své domácí zápasy odehrává v městské sportovní hale Ostende s kapacitou 350 diváků.

## Historické názvy
Zdroj:
- 2008 – Karma Basket Poděbrady
- 2010 – Basket Poděbrady

## Umístění v jednotlivých sezonách

### Umístění mužů
Zdroj:
Legenda: ZČ – základní část, červené podbarvení – sestup, zelené podbarvení – postup, fialové podbarvení – reorganizace, změna skupiny či soutěže
| Česko (2008 – )                                 |                        |           |                 |           |                          |
| Sezóna                                          | Název v ročníku        | Úroveň    | Soutěž          | ZČ        | Play-off                 |
| 2008/09                                         | Karma Basket Poděbrady | 1. úroveň | Mattoni NBL     | 11. místo |                          |
| 2009/10                                         | Karma Basket Poděbrady | 1. úroveň | Mattoni NBL     | 11. místo | Převod licence do Svitav |
| 2010/11                                         | Basket Poděbrady       | 3. úroveň | 2. liga – sk. B | 8. místo  |                          |
| 2011/12                                         | Basket Poděbrady       | 3. úroveň | 2. liga – sk. B | 10. místo |                          |
| V sezóně 2012/13 bylo A-mužstvo mužů neaktivní. |                        |           |                 |           |                          |
| 2013/14                                         | Basket Poděbrady       | 3. úroveň | 2. liga – sk. B | 7. místo  |                          |
| 2014/15                                         | Basket Poděbrady       | 3. úroveň | 2. liga – sk. B | 10. místo |                          |
| 2015/16                                         | Basket Poděbrady       | 3. úroveň | 2. liga – sk. B | 8. místo  |                          |
| 2016/17                                         | Basket Poděbrady       | 3. úroveň | 2. liga – sk. B | 9. místo  |                          |
| 2017/18                                         | Basket Poděbrady       | 3. úroveň | 2. liga – sk. B | 10. místo |                          |
| 2018/19                                         | Basket Poděbrady       | 3. úroveň | 2. liga – sk. B |           |                          |

### Umístění žen
Zdroj:
Legenda: ZČ – základní část, červené podbarvení – sestup, zelené podbarvení – postup, fialové podbarvení – reorganizace, změna skupiny či soutěže
| Česko (2012 – ) |                  |           |                 |           |                             |
| Sezóna          | Název v ročníku  | Úroveň    | Soutěž          | ZČ        | Play-off                    |
| 2012/13         | Basket Poděbrady | 3. úroveň | 2. liga – sk. B | 9. místo  | Play-out (3. místo)         |
| 2013/14         | Basket Poděbrady | 3. úroveň | 2. liga – sk. B | 8. místo  | Play-out (2. místo)         |
| 2014/15         | Basket Poděbrady | 3. úroveň | 2. liga – sk. B | 5. místo  | Předkolo                    |
| 2015/16         | Basket Poděbrady | 3. úroveň | 2. liga – sk. B | 7. místo  | Play-out (1. místo)         |
| 2016/17         | Basket Poděbrady | 3. úroveň | 2. liga – sk. B | 2. místo  | Finálová skupina (3. místo) |
| 2017/18         | Basket Poděbrady | 3. úroveň | 2. liga – sk. B | 4. místo  | Finálová skupina (8. místo) |
| 2018/19         | Basket Poděbrady | 3. úroveň | 2. liga – sk. B | 2. místo  |                             |
| 2019/20         | Basket Poděbrady | 3. úroveň | 2. liga – sk. B | 2. místo  |                             |
| 2020/21         | Basket Poděbrady | 3. úroveň | 2. liga – sk. B | 6. místo  |                             |
| 2021/22         | Basket Poděbrady | 3. úroveň | 2. liga – sk. B | 1. místo  |                             |
| 2022/23         | Basket Poděbrady | 2. úroveň | 1. liga         | 12. místo |                             |
| 2023/24         | Basket Poděbrady | 3. úroveň | 2. liga – sk. B |           |                             |